# آلتین آراشان

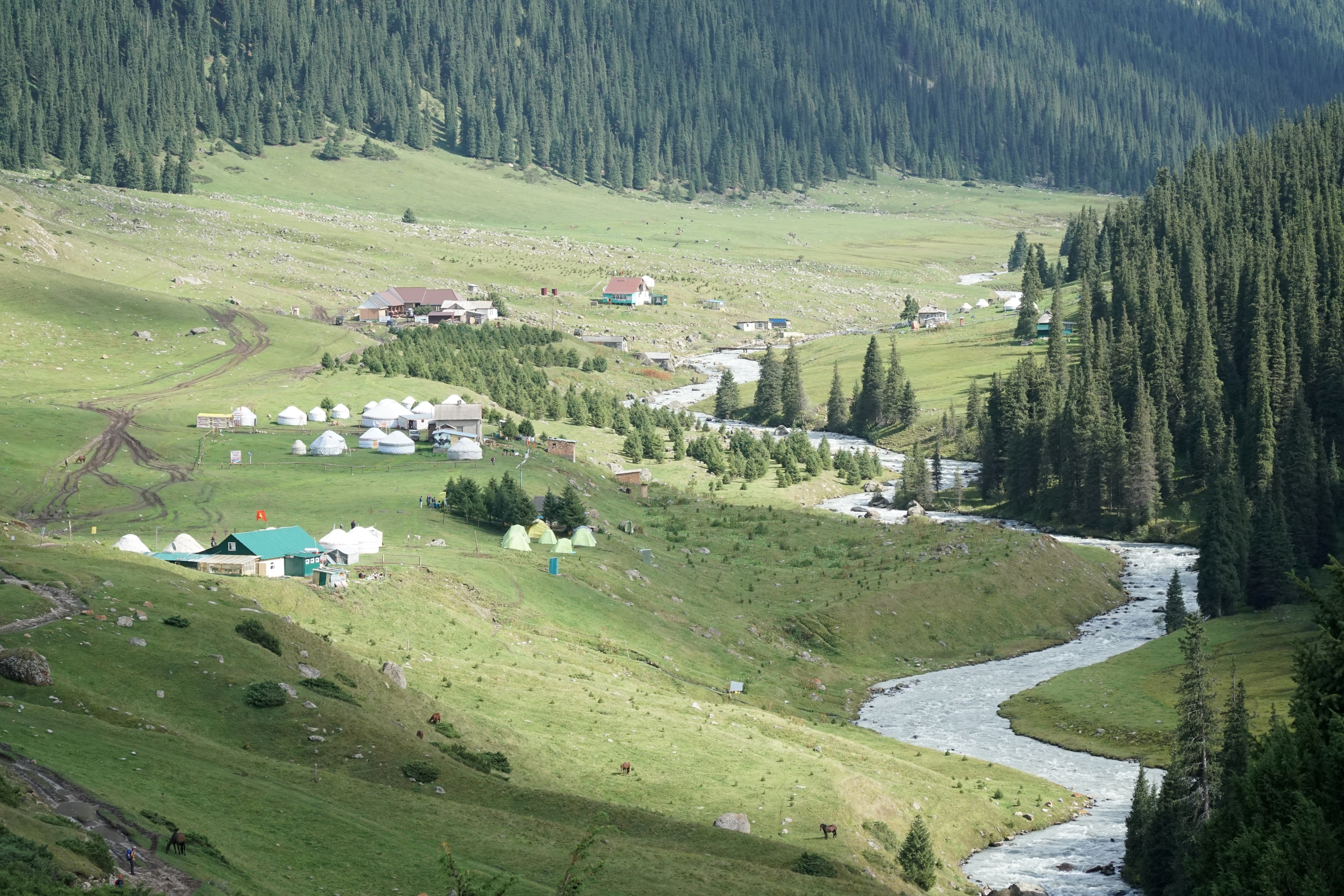
استراحتگاه آلتین آراشان، قرقیزستان.

آلتین آراشان (در قرقیزی به معنی: آبگرم طلایی) یک تفرجگاه دره‌ای و کوهستانی در نزدیکی دریاچه قراکول و دریاچه ایسیق‌کول در شمال شرقی قرقیزستان است. این مکان در امتداد مسیر پیاده‌روی از آق‌سو قرار دارد. آلتین آراشان یک چشمه آب گرم است که در یک دره کوهستانی واقع شده‌است و قله ۵۰۲۰ متری پیک پالاتکا در قسمت جنوبی آن جای گرفته‌است.
این محل شامل سه گروه از چشمه‌های حرارتی نیتریک در سمت راست رود آرشان، در ۲۰ کیلومتری جنوب شرقی کوه قراکول، واقع در چشم‌انداز جنگلی زیبا در ارتفاع ۲۳۵۰–۲۴۳۵ متری است. این اقامتگاه دارای آلونک‌های چوبی متعددی است که دارای حوضچه‌های گوگردی داغ برای درمان بیماری‌های مختلف هستند. این تفرجگاه در یک منطقه تحقیقات گیاه‌شناسی به نام ذخیره‌گاه طبیعی دولتی آرشان واقع شده‌است که حدود ۲۰ پلنگ برفی و چندین قلاده خرس دارد.